# Lake Clearwater (Ort)
Lake Clearwater ist eine kleine Siedlung am gleichnamigen See im Ashburton District der Region Canterbury auf der Südinsel von Neuseeland.

## Geographie
Die Siedlung befindet sich direkt an den Ufern zwischen dem Lake Clearwater im Norden und dem Lake Camp im Südsüdosten. Zu erreichen ist die kleine Siedlung, die sich auf einer Höhe von 680 m befindet, von der Siedlung Mt Somers von der Route 72 aus nach Westen in Richtung der kleinen Siedlung Hakatere abzweigend und von dort der Hakatere Potts Road folgend.